# Harry Edwin Wood
| (715) Transvaalia  | 22 d'abril de 1911   |
| (758) Mancunia     | 18 de maig de 1912   |
| (790) Pretoria     | 16 de gener de 1912  |
| (982) Franklina    | 21 de maig de 1922   |
| (1032) Pafuri      | 30 de maig de 1924   |
| (1096) Reunerta    | 21 de juliol de 1928 |
| (1241) Dysona      | 4 de març de 1932    |
| (1305) Pongola     | 19 de juliol de 1928 |
| (1595) Tanga       | 19 de juny de 1930   |
| (1663) van den Bos | 4 d'agost de 1926    |
| (2193) Jackson     | 18 de maig de 1926   |
| (3300) McGlasson   | 10 de juliol de 1928 |

Harry Edwin Wood   (Manchester, 3 de febrer de 1881 - Cradock, 27 de febrer de 1946)
 va ser un astrònom anglès.
Wood va néixer a Manchester, Anglaterra, on es va graduar a la Universitat de Manchester el 1902 amb honors en física, passant a guanyar un Màster en ciència el 1905. El 1906 va ser nomenat cap adjunt de l'Observatori Meteorològic Transvaal, que aviat va adquirir telescopis i va ser conegut com l'Observatori Unió. On va exercir com a director de l'observatori des de 1928 fins a 1941, succeint a Robert Innes.
El 1909 es va casar amb Mary Ethel Greengrass, també graduada de física (1905) per la Universitat de Manchester. No van tenir fills.
Va exercir com a president de la Societat Astronòmica de Sud-àfrica entre 1929 i 1930.
Wood va descobrir 12 asteroides

, i l'asteroide (1660) Wood es va anomenar així en honor d'ell.